# Ricardo Biazzi
Ricardo Roberto Biazzi (San Francisco, Córdoba; 11 de marzo de 1950) es un político y profesor universitario argentino, que ocupó interinamente el cargo de ministro de Educación, en diciembre de 2001.

## Biografía
Nació en 1950 en San Francisco, provincia de Córdoba,pero pasó gran parte de su vida en Misiones. Está casado con Ester Valinotto, con quien tiene cuatro hijos. Egresó como abogado de la Universidad Católica de Córdoba. Obtuvo su Especialización en Gestión y Administración Universitaria en las Universidades de Santiago (Chile) y de Quebec (Canadá). Concluyó, luego la Maestría en Administración Universitaria en la Universidad del Salvador, institución en la que también años más tarde obtiene el título de Doctor en Ciencia Política.

## Antecedentes en educación
Ejerce la docencia desde 1974 en la Universidad Nacional de Misiones. Profesor titular en diversas cátedras. Entre ellas Derecho Constitucional en distintas carreras de grado y posgrado de las Facultades de Ciencias Económicas y de Humanidades y Ciencias Sociales de la misma Universidad. 
Fue Rector de la Universidad Nacional de Misiones (1990-1994). Ocupó la presidencia del Consejo Interuniversitario Nacional (CIN) y fue miembro de la Comisión Nacional de Evaluación y Acreditación Universitaria (CONEAU), designado por el Poder Ejecutivo Nacional, a propuesta de las universidades nacionales (1996-2000). 
Defensor de la autonomía universitaria, a la que refiere como “un valor sagrado que es el preservar la independencia de la universidad como poder crítico frente al poder político de turno, frente al poder económico, frente a las corrientes sociales dominantes. Una autonomía que le permita alzar su voz como producto del rigor científico de sus investigaciones, del trabajo cultural de sus docentes, de su comunidad. Que ese alzar la voz sea, en algún sentido, expresión de la libertad creadora, de innovación y anticipación. La universidad anticipándose con posiciones novedosas, producto de aquellas investigaciones frente a la agenda de temas públicos que tiene toda sociedad”.
En diciembre de 2001, tras la renuncia del Presidente Fernando De la Rúa en medio de una grave crisis económica, Ramón Puerta asume interinamente la conducción del Poder Ejecutivo y nombra a Biazzi Ministro de Educación de la Nación el 21 de diciembre de 2001, permaneciendo hasta la renuncia de Puerta, días después. Continuó luego como Secretario de Educación de la Nación, durante la presidencia de Eduardo Duhalde. Durante ese período actuó, a la vez, como Secretario Permanente de la Comisión Nacional de la UNESCO en la Argentina. Asumió, más tarde el Rectorado de la Universidad Gastón Dachary hasta el 2004.

## Cargos provinciales
En el ámbito provincial, fue Secretario de la Comisión de Asuntos Constitucionales de la Legislatura Provincial de 1974 a 1976 y desde ese año ocupó diversos cargos judiciales (Defensor, Juez, Vocal y Presidente de la Cámara de Apelaciones de la Provincia de Misiones) hasta 1987. Fue miembro, elegido por los abogados de la provincia, del primer Consejo de la Magistratura. 
Fue Ministro de Cultura y Educación de Misiones (1995-1999) y Diputado Provincial (PJ, 2005-2009). 
Opositor al Frente Renovador de la Concordia Social liderado por Carlos Rovira y Maurice Closs. 
Como Legislador propuso una reforma integral al régimen electoral de la Provincia en Misiones, incluyendo la derogación del sistema de lemas, la eliminación de las listas sábanas y la equiparación de géneros en la integración de los cuerpos legislativos. También presentó proyectos de ley para la implementación de un sistema de control público que asegure la transparencia en el manejo de los recursos del Estado y la implementación de un mecanismo de destitución popular de autoridades municipales (revocatoria de mandato), así como otro proyecto para la eliminación de la reelección indefinida de legisladores provinciales, intendentes y concejales.
Legisladores del partido de Rovira y sus aliados lograron sancionar un proyecto de ley declarando la necesidad de la reforma de un solo artículo de la Constitución de la Provincia para permitir la reelección indefinida del gobernador. Biazzi expuso en nombre del reducido bloque de la oposición el rechazo al proyecto, catalogando la iniciativa como un “grave retroceso institucional”. Finalmente, la reforma constitucional se frustró al triunfar en las elecciones de constituyentes el Frente Unidos por la Dignidad (FUD) encabezado por el obispo Joaquín Piña que en una sola sesión de la convención votó por el “no” a la reforma y se disolvió.

## Convencional constituyente en Santa Fe
En 1994 es elegido Convencional Constituyente para la reforma de la Constitución Nacional por el Partido Justicialista (PJ). Fue miembro de la Comisión Redactora de la Convención que sesionó en las ciudades de Santa fe y Paraná. 
Durante los debates, reivindicó “los legítimos reclamos de las provincias, Misiones entre ellas, respecto a la revisión periódica de los parámetros de distribución de la coparticipación y la necesidad de dejar sentados criterios de equidad y solidaridad para definir el nuevo sistema y garantizar con él calidad de vida e igualdad de oportunidades en cada rincón del territorio nacional”.
Al tratarse la nueva cláusula educativa que consagró los principios de gratuidad y equidad de la educación pública estatal, decía: “Frontalmente explicito mi punto de vista sobre esta cuestión, y señalo que en lo personal, como lo hice desde el primero hasta el último de los días de mi gestión como Rector, reivindico la educación pública y gratuita en todos los niveles de enseñanza incluida la universitaria”.
En el 2011 se postuló como candidato a Gobernador de Misiones, por un frente electoral integrado por sectores del justicialismo, el Partido Agrario y Social y otras fuerzas políticas, quedando en cuarto lugar por el número de votos obtenido.